# Palafoxia sphacelata
Palafoxia sphacelata là một loài thực vật có hoa trong họ Cúc. Loài này được (Nutt. ex Torr.) Cory mô tả khoa học đầu tiên năm 1946.